# Psychosynteza
Psychosynteza – otwarty system bazujący na istnieniu ja jako modelu ludzkiej świadomości, woli i jej trenowaniu oraz teorii podosobowości, włączający liczne techniki duchowe.
Psychologiczne i edukacyjne podejście do całościowego (holistycznego) rozwoju człowieka, zostało sformułowane przez Roberto Assagioliego, włoskiego psychiatrę, Psychoanalityka  i neurologa.
Psychosynteza powstała w 1910 roku. Assagioli, który był pionierem psychoanalizy we Włoszech rozczarował się nią, uważając, że pomija zdrowe i wyższe aspekty ludzkiej natury. Uważał, że psychoanaliza powinna być uzupełniona o psychosyntezę – zrozumienie całej natury ludzkiej, włączając jej wyższe aspekty, nie tylko osobowość, ale i sferę duchową.
Psychosynteza wyrosła na gruncie psychoanalizy i leczenia pacjentów. Niemniej, od samego początku Assagioli był zainteresowany zdrowiem i rozwojem, a nie utwierdzaniem pacjenta w chorobie. Dlatego też jego model wychodzi od zdrowia. Psychosynteza oferuje nie tylko koncepcyjny model zrozumienia rozwoju i uzdrawiania oraz transformacji świadomości, ale pozwala na praktyczny rozwój osobisty „normalnie” funkcjonujących ludzi, dla rozwinięcia ich pełnego potencjału. Daje praktyczne narzędzia do osiągnięcia celu. Psychosynteza odnosi się do procesu integracji i harmonijnego (zrównoważonego) wyrażenia całości ludzkiej natury – fizycznej, emocjonalnej, mentalnej i duchowej.
Assagioli zaprezentował zręby psychosyntezy w swych dwóch książkach, wydanych za jego życia: Psychosynthesis (1965) oraz Act of Will, oraz w książce, która wyszła już po jego śmierci: Transpersponal Development. Dimension beyond psychosynthesis. Wiele artykułów jego autorstwa poszerzało zastosowanie psychosyntezy w wielu dziedzinach. W pierwszej ze swych książek zawarł dwa główne modele rozwoju: podstawowy model ludzkiej osobowości, znany jako jajo Assagiolego lub diagram jaja oraz zasadniczą tezę o roli woli, którą umieścił jako narzędzie osobowego ja, będącego źródłem tożsamości człowieka. Diagram rozmieszczenia funkcji psychicznych nosi nazwę diagramu gwiazdy.

## Model osobowości człowieka
Model indywidualnej psyche, ja i transpersonalnego ja czyli diagram jaja Assagiolego.

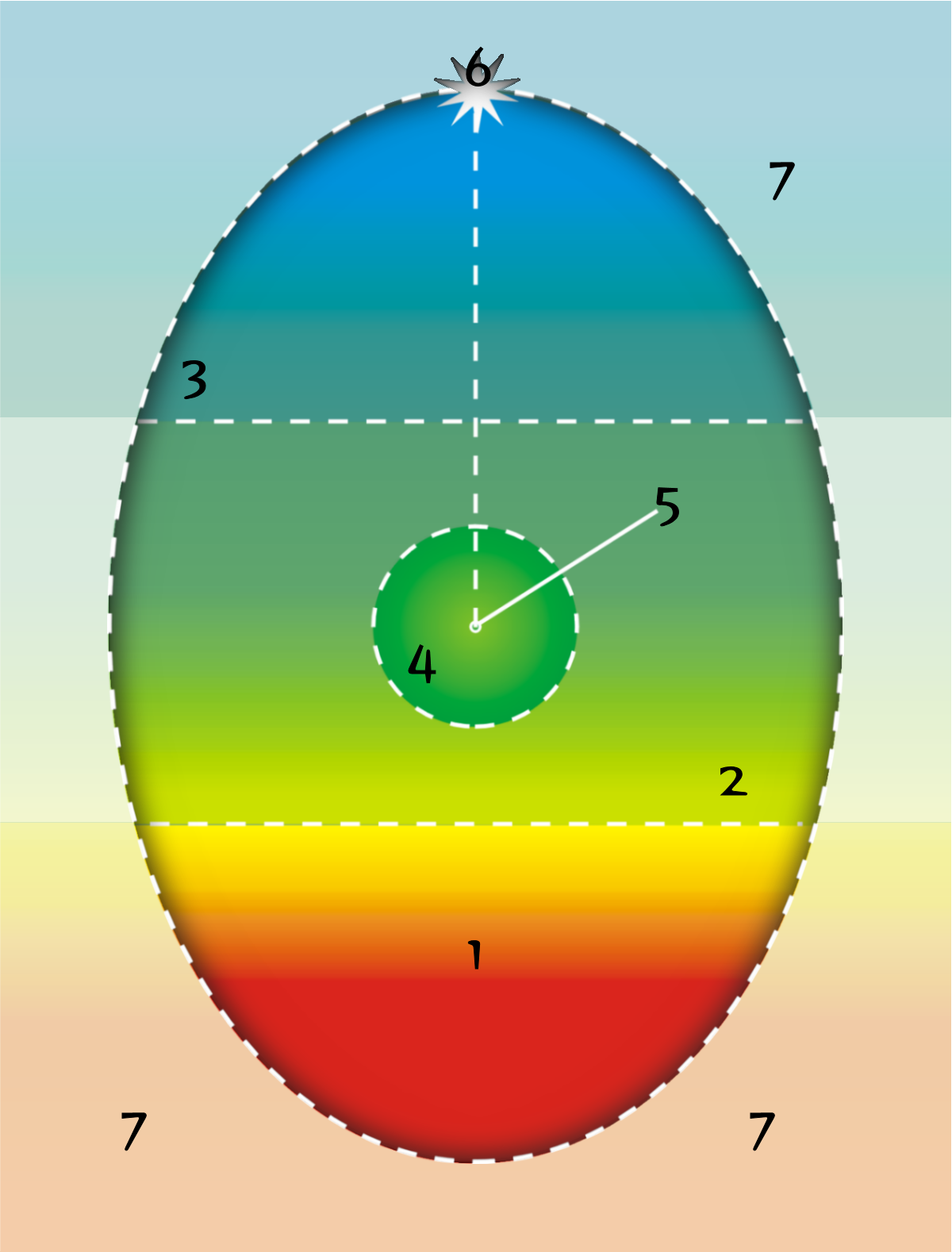
Jajo Assagiolego
1. Niższa nieświadomość
2. Średnia nieświadomość
3. Wyższa nieświadomość lub nadświadomość
4. Pole świadomości
5. Świadome ja
6. Duchowe (transpersonalne Ja)
7. Nieświadomość zbiorowa (niższa, średnia i wyższa)

Owalna struktura psychiki jest podzielona na trzy części, które reprezentują różne poziomy: niższy, średni i wyższy. Okrąg w środku przedstawia pole świadomości. Poza dużym owalem rozciąga się pole nieświadomości zbiorowej. Każdy z tych poziomów przedstawiony jest linią przerywaną, gdyż jest współprzenikalny. Zawartość psychiki nieustannie przemieszcza się pomiędzy poziomami i przestrzeniami (także indywidualną i zbiorową), podobnie jak ma to miejsce w trakcie osmozy w przestrzeniach międzykomórkowych roślin.
1. Niższa nieświadomość – zawiera podstawową aktywność psychiczną umożliwiającą procesy życiowe i koordynację funkcji fizycznych ciała, podstawowe popędy i prymitywne potrzeby, kompleksy o silnym ładunku emocjonalnym. Objawy patologiczne: fobie, obsesje, urojenia – reprezentują  osobową przeszłość w postaci stłumionych i zapomnianych przeżyć, często bolesnych. Jest to zwykle źródło trudności, zablokowanej energii, kontroli działań, blokujących  wolność i rozwój jednostki.
2. Średnia nieświadomość – ukrywa zachowania i stany umysłu, które mogą być przywołane w każdej chwili do  świadomości (4). To wplecione w codzienne życie wspomnienia, myślenie i uczucia. Ta część nieświadomości jest łatwo dostępna, przez dostrojenie do niej lub przypominanie.
3. Wyższa nieświadomość – nadświadomość, źródło wyższej inspiracji i intuicji, wartości i uczuć wyższych. Pozwala na objawienia filozoficzne, artystyczne, naukowe, moralne. Obszar ten jest źródłem wyższych uczuć (m.in. miłość altruistyczna), geniuszu intelektualnego, stanów kontemplacyjnych, olśnień i ekstazy. Pojawia się w chwilach tzw. doznań szczytowych (według A. Maslowa) – transcendencji.
4. Pole świadomości – część osobowości uświadamiana w sposób bezpośredni.
5. Osobowe ja – świadome ja, miejsce czystej świadomości siebie, własnego Ja. Uzyskujemy je po usunięciu ze świadomości wszystkich treści. Jest to niezmienne jądro istoty ludzkiej od dzieciństwa aż do śmierci. Świadoma, osobowa jaźń – świadome Ja jest odbiciem Wyższego Ja i jego projekcją na pole osobowości. Jest to synteza całej istoty, esencja prawdziwej egzystencji ludzkiej.
6. Wyższe Ja – Ja Transpersonalne, Ja Duchowe, miejsce najczystszego istnienia. Jest ta część jednostki, która doświadcza.
7. Nieświadomość zbiorowa – zakumulowane środowisko psychiczne, które nas otacza. Zbiorowa nieświadomość to także to, co niesiemy pokoleniowo, i co pochodzi z rodzin i otaczającego środowiska, narodu i rasy. Z tego powodu pole świadomości indywidualnej osoby zawiera zawsze nieświadomość i to zarówno indywidualną jak i zbiorową.

Wiedza o sobie jest byciem w kontakcie z Wyższym Ja, z obszarem, nazywanym w religii duszą. Psychosynteza nie precyzuje dokładnie tej terminologii, zachowuje neutralność, pozwalając na indywidualną interpretację znaczeń każdej osobie. Osoba dokonuje wyborów bycia bardziej świadomym w trakcie życia swej duchowej natury, która jest jednocześnie częścią duszy świata. Jest to jednak wybór, który należy do każdego.
Punkt na górze symbolizuje najwyższy element nadświadomości, najgłębszą tożsamość, istotę bytu, a linia łącząca wskazuje, że nie są to dwa oddzielne byty, ale dwa różne aspekty tej samej rzeczywistości. Ta rzeczywistość jest główną tajemnicą człowieka.
Doświadczenie ja nie jest teoretyczną koncepcją, lecz praktycznym doświadczeniem wewnętrznym każdej osoby. Daje poczucie samoświadomości, które jest centralnym odczuciem każdej osoby i prowadzi do świadomego życia.
Samoświadomość prezentuje się więc jako psychiczna formacja, podobna do innych i z punktu widzenia dynamiki charakteryzuje się pewnego rodzaju energią, jej intensywnością, która różnicuje poszczególne osoby, jak i zmienia się w jednej osobie. Można przypuszczać, że zanika, gdy intensywnie angażujemy się w jakieś działanie; cierpi, gdy jesteśmy zranieni i doznaje radości w chwilach przyjemnych. Ona nabiera znaczenia, gdy stoimy przed podjęciem ważnej decyzji czy odpowiedzialności lub odrzucamy coś, co wydaje nam się niewłaściwe.
Negatywizm dzieci może być wytłumaczony instynktowną potrzebą rozwinięcia samoświadomości.
W wieku dojrzewania samoświadomość ulega zmianom w dalsze burzliwe poszerzenie, które oznacza nieuchronne przejście z podporządkowania dziecka do niezależności młodego człowieka. Brak mądrości i wiedzy psychologicznej nie tylko wśród młodych ale i dorosłych czyni ten proces patologicznym i przekształca w nieprzejednany konflikt między pokoleniami.
Ja, podobnie jak instynkty, ciekawość i każda inna funkcja psychiczna ma swoją dynamikę, swoje rytmy i prawa rozwoju. Samoświadomość ma swe poziomy rozwoju i zrozumienia, w zależności od tego, jak jednostka widzi siebie i świat. Bywa, że jest to paradoks. Z jednej strony samoświadomość wydaje się oporna na wszelkie zmiany psychofizycznej osobowości. Z drugiej, staje się ona mniej lub bardziej pomieszana w różnym wieku i czasie i w zależności od jednostki i identyfikuje się z jednym lub drugim zmiennym aspektem swej osobowości (np. z ego, a nie z osobowym ja).
Pierwszym krokiem do psychosyntezy jest rozpoznanie podosobowości, zharmonizowanie w jednolitą osobowość wokół jednoczącego centrum. Wymaga to pracy nad wolą i wyobraźnią oraz wzmocnienia wszystkich nierozwiniętych jakości i nie używanych funkcji. Włącza to także integrację indywidualnej osoby z rodziną i społecznym środowiskiem (interindywidualna i grupowa psychosynteza). Tego rodzaju program wymaga licznych technik i różni się w zależności od wieku, psychologicznego rozwoju, konstrukcji psychologicznej każdej osoby. Psychosynteza oznacza, że każdy praktykuje ją w ciągu całego życia poprzez coraz bardziej świadomy rozwój samego siebie (samowychowanie) dla własnej spójności lub używania pewnych technik psychosyntetycznych.

## Model funkcji psychicznych człowieka według Assagiolego
Kolejny model w psychosyntezie przedstawia umiejscowienie funkcji psychicznych wokół jednoczącego centrum. Jest on obrazem podstawowego etapu psychosyntezy, zintegrowania (uporządkowania) funkcji psychicznych wokół ja, dookoła którego zorganizowana jest wola, będąca narzędziem osobowego Ja. Ona determinuje używanie wszystkich funkcji we właściwy sposób.
Poniżej zamieszczony jest rysunek obrazujący te funkcje:

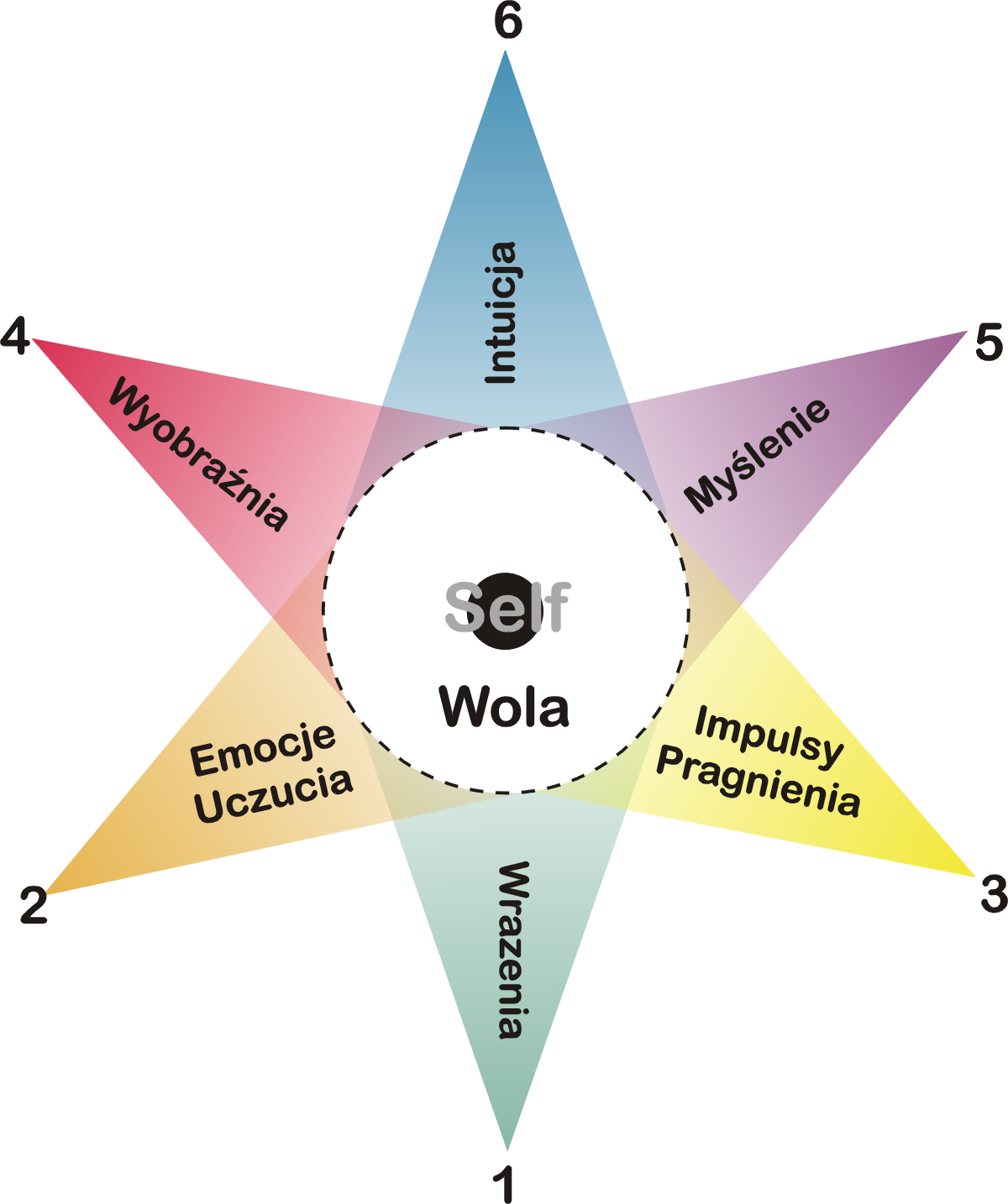
Model gwiazdy
1. Wrażenia
2. Emocje/uczucia
3. Impulsy(popędy, bodźce…)/pragnienia
4. Wyobraźnia
5. Intelekt
6. Intuicja
7. Wola (wokół osobowego ja)
0. Osobowe ja (punkt na schemacie wewnątrz)

Wola według podejścia psychosyntezy ma ścisłe połączenie ze świadomością osobowego ja, jest jego narzędziem i razem tworzą jednoczące centrum osobowe. Poprzez działanie woli osobowe ja może regulować wszystkie funkcje psychofizycznej całości. Poprzez wolę ja może działać dzięki innym psychologicznym funkcjom, regulując i kierując nimi. Istnieje ponadto wyższy poziom: relacja między ja i Transpersonalnym lub Wyższym Ja, w stosunku do którego ja jest odbiciem lub projekcją.
W swej istocie psychosynteza jest nazwą dla świadomego współdziałania z naturalnym procesem wzrostu, tendencją w każdym z nas i świecie do harmonizowania i syntezy różnych aspektów na wyższym poziomie organizacji. Według Szent-Györgyi jest to dążenie w żywych organizmach do udoskonalania siebie. U człowieka staje się ono świadome – jest to silna potrzeba do wprowadzania zmiany, do szybszego postępu.
Koncepcja nadświadomości (wyższej nieświadomości) jest kluczowym punktem w psychosyntezie. Zawiera ona wyższe impulsy: altruistyczne formy miłości i woli, artystyczne i naukowe inspiracje, akcje humanitarne, filozoficzne i religijne wglądy i podążanie za celem i znaczeniem życia. Może obejmować przyszłe możliwości, proces stawania się. Assagioli uważał, że człowiek może cierpieć nie tylko z powodu blokowania swych fundamentalnych popędów, ale z powodu „repression of the sublime”, a więc zaprzeczania istnienia swojej wyższej natury. Psychosynteza zawiera wiele technik dla uwalniania i aktualizowania tego, co „na górze”, wywoływania duszy i ustanawiania pomostu dzięki intuicji, dzięki której możemy docierać do prawdziwej mądrości, zawartej w poziomie nadświadomym, podobnie jak będącej źródłem energii, inspiracji i nadania kierunku indywidualnemu życiu.
Psychosynteza jest dynamiczną koncepcją psychologicznego życia, które wyrażane jest przez wiele różnych i czasami przeciwstawnych sił w człowieku. Jest to koncepcja, włączająca duchowe centrum w każdej jednostce jak i wiele metod, które umożliwiają przepływ życiowej energii w sposób twórczy i harmonijny i wyrażać naszą naturalną duchowość.
Główną zasługą Assagiolego był model świadomości ludzkiej psyche z ja i transpersonalnym ja jako głównymi elementami. Assagioli rozwinął program trenowania woli, jej jakości i poziomy. Trzecim znaczącym wkładem w psychologię była praca z podosobowościami. Psychosynteza reprezentuje model wzrostu i podejście do rozwoju, podobnie jak i leczenia od zdrowia. Psychosynteza obejmuje dwa stadia rozwojowe, dwie przestrzenie wzrostu: osobową i transpersonalną. Osobowa – włącza jasny sens indywidualnej tożsamości; transpersonalna – obejmuje jednoczący i uniwersalny rodzaj doświadczeń wychodzących poza indywidualność.
Psychosynteza osobowa dotyczy osobowego wzrostu i zajmuje się równoważeniem osobowości, porządkując funkcje psychiczne wokół odkrytego doświadczalnie osobowego centrum (osobowego ja). Zwykle zachodzi w trakcie codziennego życia, gdy np. uzdrawiamy nasze rany i polepszamy jakość naszego życia.
Psychosynteza transpersonalna (duchowa) włącza transpersonalną przestrzeń oraz mądrość i miłość, dwie fundamentalne jakości wyższego ja. Samorealizacja ma miejsce gdy odpowiadamy na głębokie potrzeby duszy, realizując i angażując obydwie przestrzenie wzrostu.
Psychosynteza rozwinęła się przez lata z wizji jednego człowieka w szerokie podejście do rozwoju, wychowania i edukacji, podobnie jak i relacji międzyludzkich (w rodzinie, szkole, społecznościach, międzynarodowych, jak i jednoczącego podejścia do środowiska (ekopsychosyntezy), włączając człowieka i świat w sieć relacji. Assagioli mówił, że 

Człowiek nie jest izolowany w świecie, ale włączony w sieć połączeń nie tylko indywidualnych i społecznych z innymi ludźmi, w całe płynące i stające się życie. Stąd każdy cel, każde indywidualne zadanie powinno być w harmonii z uniwersalnym celem życia.

Szeroka wizja psychosyntezy stała się efektem rozwijającej się teorii poszerzania samoświadomości człowieka, będącej żywym, eksperymentalnym procesem własnej pracy dla jednoczenia osobowości, samoobserwacji i poziomem transpersonalnego/duchowego ja, dając tym samym fundamentalny, holistyczny model rozwoju człowieka, włączając go w sieć indywidualnych i grupowych połączeń ze wszechświatem.
Przez omalże 90 lat psychosynteza rozrosła się na świecie we wszechstronne podejście do człowieka jako całej osoby. Posiada znaczącą literaturę w wielu językach oraz praktyków różnych profesji i ponad sto instytutów na świecie.